# Miškolc
Miškolc, (mađarski: Miskolc) četvrti je po veličini grad u Mađarskoj. Grad je udaljen 171 kilometar sjeveroistočno od Budimpešte.

## Znanost
- sveučilište u Miškolcu

## Gradovi prijatelji
- Aschaffenburg - Njemačka
- Assan - Južna Koreja
- Białystok - Poljska
- Burgas - Bugarska
- Cleveland - SAD
- Košice - Slovačka
- Katowice - Poljska
- Kijev - Ukrajina
- Ostrava - Češka
- Tampere - Finska
- Vologda - Rusija
- Šelmecbanja - Slovačka

## Poznate osobe
- Lőrinc Szabó, mađ. pjesnik, česti gost hrvatskih krajeva (spomenik u mjestu Korčuli)[1]